# Yucca cernua
Yucca cernua ist eine Pflanzenart der Gattung der Palmlilien (Yucca) in der Familie der Spargelgewächse (Asparagaceae).

## Beschreibung
Die solitär wachsende Art ist stammlos. Die variablen weichen, bläulichen, 30 bis 80 cm langen Laubblätter sind an den Blatträndern gezahnt. Charakteristisch ist der aufrechte oder zur Seite geneigte, verzweigte Blütenstand mit 1,5 bis 4 Meter Wuchshöhe. Des Weiteren stehen die Früchte in der Reife aufrecht.
Yucca cernua ist nahe verwandt mit Yucca pallida. Jedoch erreicht der Blütenstand nur eine Wuchshöhe von 1 bis 2,5 Meter. Bei trockenem Stand können für kurze Zeit leichte Fröste ertragen werden.

## Verbreitung
Yucca cernua ist im Osten von Texas im Jasper County und Newton County verbreitet.

## Systematik
Die Erstbeschreibung durch Eric Keith, Texas, ist 2003 veröffentlicht worden.
Die Art Yucca cernua wird innerhalb der Gattung Yucca in die Sektion Chaenocarpa und darin in die Serie Rupicolae gestellt.

## Bilder
Yucca cernua:

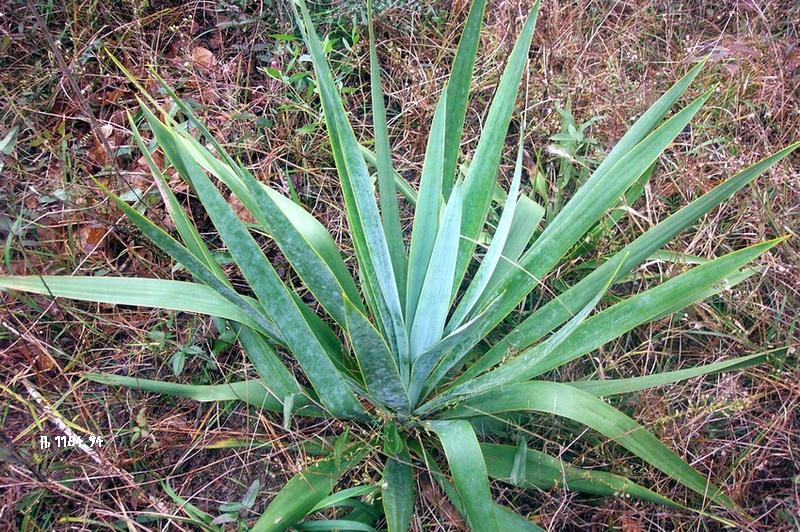
Im Osten von Texas
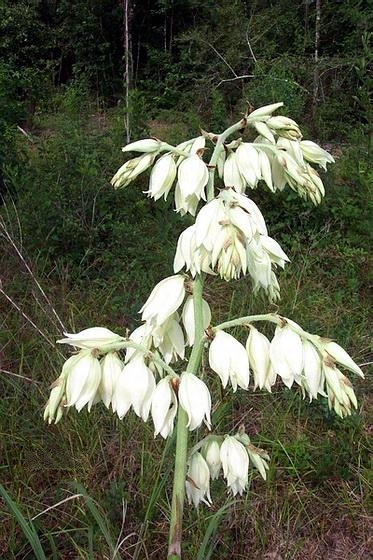
Typischer Blütenstand im Osten von Texas
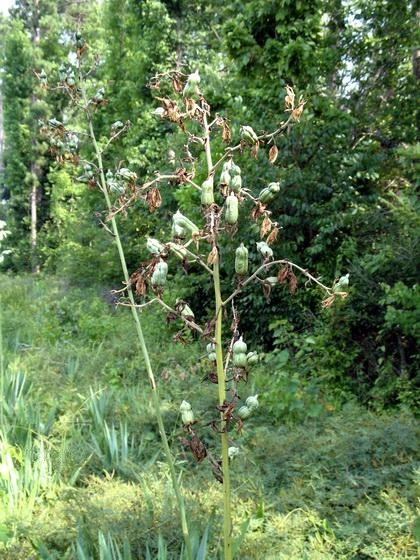
Mit reifen Früchten